# 福崎郵便局
福崎郵便局（ふくさきゆうびんきょく）は、兵庫県神崎郡福崎町にある郵便局。民営化前の分類では集配特定郵便局であった。
1882年（明治15年）頃に建てられた旧局舎は擬洋風建築で知られ、現在も残る（旧辻川郵便局を参照）。

## 概要
住所：〒679-2299 兵庫県神崎郡福崎町南田原3117-4

## 沿革
- 1882年（明治15年）10月1日 - 西田原（にしたわら）郵便局（五等）として開設[1]。
- 1885年（明治18年）10月1日 - 貯金取扱を開始。
- 1890年（明治23年）4月1日 - 辻川（つじかわ）郵便局に改称。同年7月16日より為替取扱を開始。
- 1893年（明治26年）1月21日 - 辻川郵便電信局となる。
- 1903年（明治36年）4月1日 - 通信官署官制の施行に伴い辻川郵便局となる。
- 1956年（昭和31年）10月1日 - 福崎郵便局[2]に改称[3]。
- 1960年（昭和35年）6月20日 - 電話交換事務の取扱を福崎電報電話局に移管。
- 1967年（昭和42年）11月26日 - 和文電報配達、欧文電報受付・配達、国際電報受付・配達の各業務を福崎電報電話局に移管。
- 1983年（昭和58年）1月10日 - 風景入通信日付印の使用を開始。
- 2007年（平成19年）10月1日 - 民営化に伴い、併設された郵便事業香寺支店福崎集配センターに一部業務を移管。
- 2012年（平成24年）10月1日 - 日本郵便株式会社発足に伴い、郵便事業香寺支店福崎集配センターを福崎郵便局に統合。

## 取扱内容
- 郵便、印紙、ゆうパック、内容証明
- 貯金、為替、振替、振込、国際送金、国債
- 生命保険、バイク自賠責保険
- 地方公共団体事務（兵庫県住宅再建共済基金利用申込取次事務）
- ゆうちょ銀行ATM
- 福崎町内（〒679-22xx区域）の集配業務

## 周辺
- 福崎町役場
- 福崎町立田原小学校
- 国道312号
- 兵庫県道23号三木宍粟線
- 市川

## アクセス
- JR播但線 福崎駅から南東へ約1.5km
- 神姫バス 辻川南停留所下車
- 中国自動車道・播但連絡道路 福崎ICから北へ200m
- 駐車場あり：12台